# Seznam belgijskih fotografov
Seznam belgijskih fotografov.

## A
- Anthony Asael

## B
- Richard Bouvri

## E
- Isidore Jacques Eggermont

## F
- Martine Franck

## K
- Carl De Keyzer

## Y
- Jan Yoors